# Gerrhonotus ophiurus
Gerrhonotus ophiurus — вид ящірок з родини Веретільниць.

## Поширення
Населяє сухі кам'янисті біотопи на сході Мексики у штатах Веракрус, Пуебла, Керетаро.